# Marchélepot-Misery
Marchélepot-Misery é uma comuna francesa na região administrativa de Altos da França, no departamento de Somme. Estende-se por uma área de 8.55 km². Em 2010 a comuna tinha 605 habitantes (densidade: 70,8 hab./km²).
Foi criada em 1 de janeiro de 2019, a partir da fusão das antigas comunas de Marchélepot (sede da comuna) e Misery.